# Gex
Gex (in arpitano Gèx, in italiano Gesio) è un comune francese di 10 893 abitanti situato nel dipartimento dell'Ain della regione dell'Alvernia-Rodano-Alpi.
È capoluogo dell'arrondissement di Gex (circoscrizione), che raggruppa 3 cantoni e 29 comuni per un totale di 73 701 abitanti (2008).
Gex si trova ai piedi del massiccio del Giura. Questo ha permesso lo sviluppo turistico legato alla stazione di Mijoux-La Faucille, accessibile tramite il Colle della Faucille.
La maggior parte degli abitanti è frontaliera e lavora in Svizzera, soprattutto nel settore terziario e presso il CERN.

## Società

### Evoluzione demografica
Abitanti censiti

## Storia

### Antichità
Gex è abitato dal 1800 a.C. Circa 220 anni prima dell'era Cristiana a Gex e nella campagna circostante si installarono un'orda di guerrieri, i "Gesati", chiamati così perché armati di un gaesium, una specie di lancia di ferro. La cittadina cadde in seguito sotto l'occupazione romana.

### Medioevo
Léonette di Ginevra, signora di Gex, nata nel 1230, bisnipote del conte di Ginevra Amedeo I, porta la città di Gex in dote a Simone II di Joinville, terzo figlio di Simone di Joinville e di Beatrice di Auxonne, signore di Marnay, in occasione del loro matrimonio nel 1252. Questi venne al Castello di Marnay per ricevervi la signoria di Gex.
Nel XIII secolo i signori di Joinville appuntano un castellano e un giudice nella città. Il 7 novembre 1292 furono firmate le franchigie di Gex, che permisero di definire i diritti e i doveri dei cittadini. Nel 1343 Ugo di Joinville istituisce un convento dei Carmeliti, che con la chiesa di S.Giorgio era accostato alle mura.
Il 1º marzo 1305 Gerardo di Grèsy (Savoia) vende a Guglielmo di Joinville la torre della Maladière e il castello di Tougins.
Il 13 novembre 1353 la cittadina di Gex e il suo castello sono conquistati dai Savoiardi e il Pays de Gex farà parte per circa due secoli dello Stato della Savoia.

### XVI secolo
Il pays de Gex viene invaso nel 1536 dai Bernesi, che creano un baliaggio, diretto da un balivo. Viene poi restituito alla Savoia con i trattati di Nyon del 1563 e di Losanna del 1564. I Ginevrini conquistano la zona nel 1589. I Sabaudi, con l'aiuto degli Spagnoli, tentano più volte di rimpadronirsene, invano, e compiono diversi massacri. In uno degli ultimi attacchi la città di Gex è incendiata due volte, il 23 e 30 luglio 1590, lasciando indenni solo poche case. Le mura che proteggevano la cittadina dal 1550 sono state distrutte in questi anni. L'attuale municipio risiede nel punto dove sorgeva la porta di Bonmont o dell'orologio.
Nel 1601 il pays de Gex, insieme ad altri territori sabaudi, viene definitivamente riattaccato alla Francia dal trattato di Lione, sotto il regno di Enrico IV, in cambio del marchesato di Saluzzo. Il re mantiene il balivo, responsabile dell'amministrazione, della polizia, delle tasse, degli affari militari e della giustizia. Le sue funzioni saranno poi spartite tra un tenente civile e criminale (per la giustizia) e un delegato dell'intendente di Borgogna (per l'amministrazione).

### Epoca contemporanea
A partire dal 1814 Gex diventa una sottoprefettura. Il 20 novembre 1815 un trattato tra la Francia e le potenze della Coalizione fissa, tra le altre cose, i confini con la Svizzera e i sei comuni di Collex-Bossy, Le Grand-Saconnex, Meyrin, Pregny-Chambésy, Vernier e Versoix sono rimossi dal pays de Gex e attaccati al cantone di Ginevra.
Nel XVIII secolo la cittadina supera 2 000 abitanti. Il suo sviluppo continua nel XIX secolo grazie a un'intensa attività agricola, con fiere e mercati. Era presente anche un tramway.
Nel 1923 è morto a Gex sulla strada nazionale 05, il pilota automobilistico italiano Evasio Lampiano. Un cenotafio commemora il suo incidente.
Durante la seconda guerra mondiale Gex vede il passaggio di Klaus Barbie, allora nominato capo della sicurezza, che per qualche mese usa la città come base d'appoggio per una missione di spionaggio in Svizzera. Al momento della liberazione di Gex il 21 agosto 1944 vengono scambiati dei colpi di arma da fuoco tra i tedeschi in fuga e la 5ª divisione blindata francese, in arrivo dalla Provenza.
A partire dal 1952 Gex sviluppò un turismo invernale grazie alla stazione di Mijoux-La Faucille, accessibile dal col de la Faucille. L'arrivo di una moltitudine di lavoratori frontalieri e del CERN trasforma la città, dando il via alla creazione di nuovi quartieri. Il centro storico, con edifici del XV e XVI secolo, e la chiesa, ristrutturata nel XIX secolo e vandalizzata nel weekend dell'Assunzione del 2015, sono stati conservati.
Ora un'importante parte della popolazione è frontaliera e lavora in Svizzera, particolarmente nel settore terziario.

### Simboli
Il comune di Gex ha adottato uno stemma ufficiale:
 Questo era inizialmente il blasone della famiglia Joinville, originaria dello Champagne, e portato da Simone di Joinville, diventato signore di Gex intorno al 1250 sposando Lionetta di Gex.